# Подорож в Арзрум (фільм)
«Подорож в Арзрум» — радянський звуковий художній фільм 1936 року, знятий за мотивами подорожніх нарисів О. С. Пушкіна.

## Сюжет
Фільм про подорож російського поета та письменника Олександра Пушкіна на Кавказ, знятий за мотивами його оповідання «Подорож в Арзрум під час походу 1829 року».

## У ролях
- Дмитро Журавльов —  Олександр Сергійович Пушкін
- Костянтин Хохлов —  Нурцев
- Микола Рижов —  Раєвський
- Лев Колесов —  майор Бутурлін
- Георгій Сочевко —  Чернишов
- Серафим Азанчевський —  генерал Іван Федорович Паскевич
- В'ячеслав Волков —  Іванцов
- Володимир Сладкопєвцев —  солдат Міщенко
- Георгій Семенов —  Семичев
- Олександра Тоїдзе —  Маро
- Микита Кондратьєв —  козак
- П. Андрєєв —  Герсеван
- Всеволод Семенов —  Семичев
- Павло Волков — кучер

## Знімальна група
- Автори сценарію: Михайло Блейман, Ілля Зільберштейн
- Режисери: Мойсей Левін, Борис Медведєв
- Оператор: Микола Ушаков
- Художник: Мойсей Левін
- Композитор: Микола Стрельников